# Giovanni Alvise Toscani

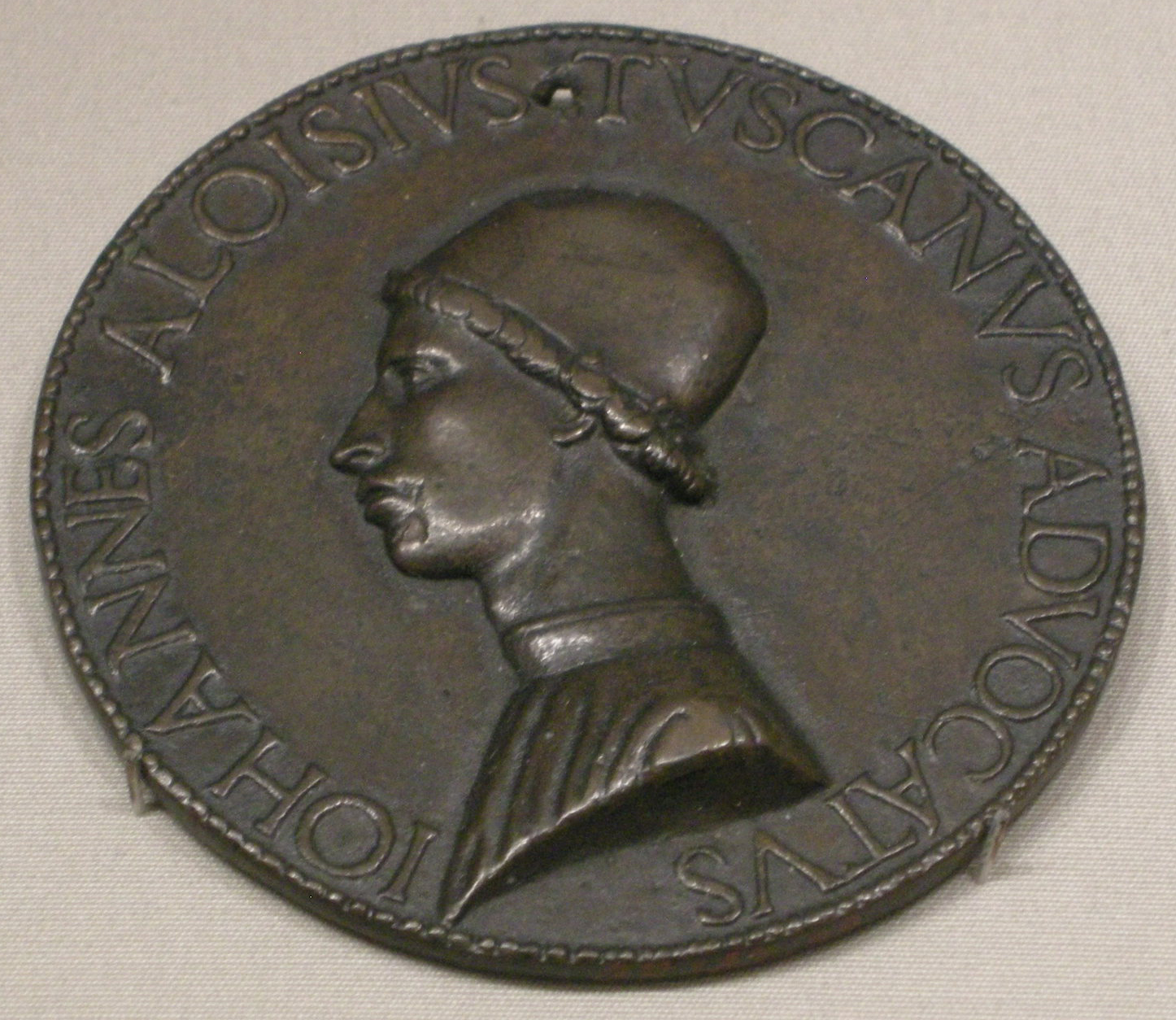
Medalla de Giovanni Alvise Toscani por Lisippo el Joven, circa 1470.

Giovanni Alvise Toscani (Milán, 1450 – Roma, c. 1478) fue un jurista, humanista y poeta italiano.
Se estableció en Roma en 1469 para estudiar leyes, convirtiéndose en un renombrado abogado consistorial en la corte de papa Sisto IV. El 12 de enero de 1477 fue promovido a auditor de la Cámara Apostólica, juez supremo en materia de administración financiera de la Curia, pero murió prematuramente en 1478.
Fue amigo del escultor y medallista Lisippo el Joven, que le dedicó al menos seis medallas.